# Liste von Burgen in Japan

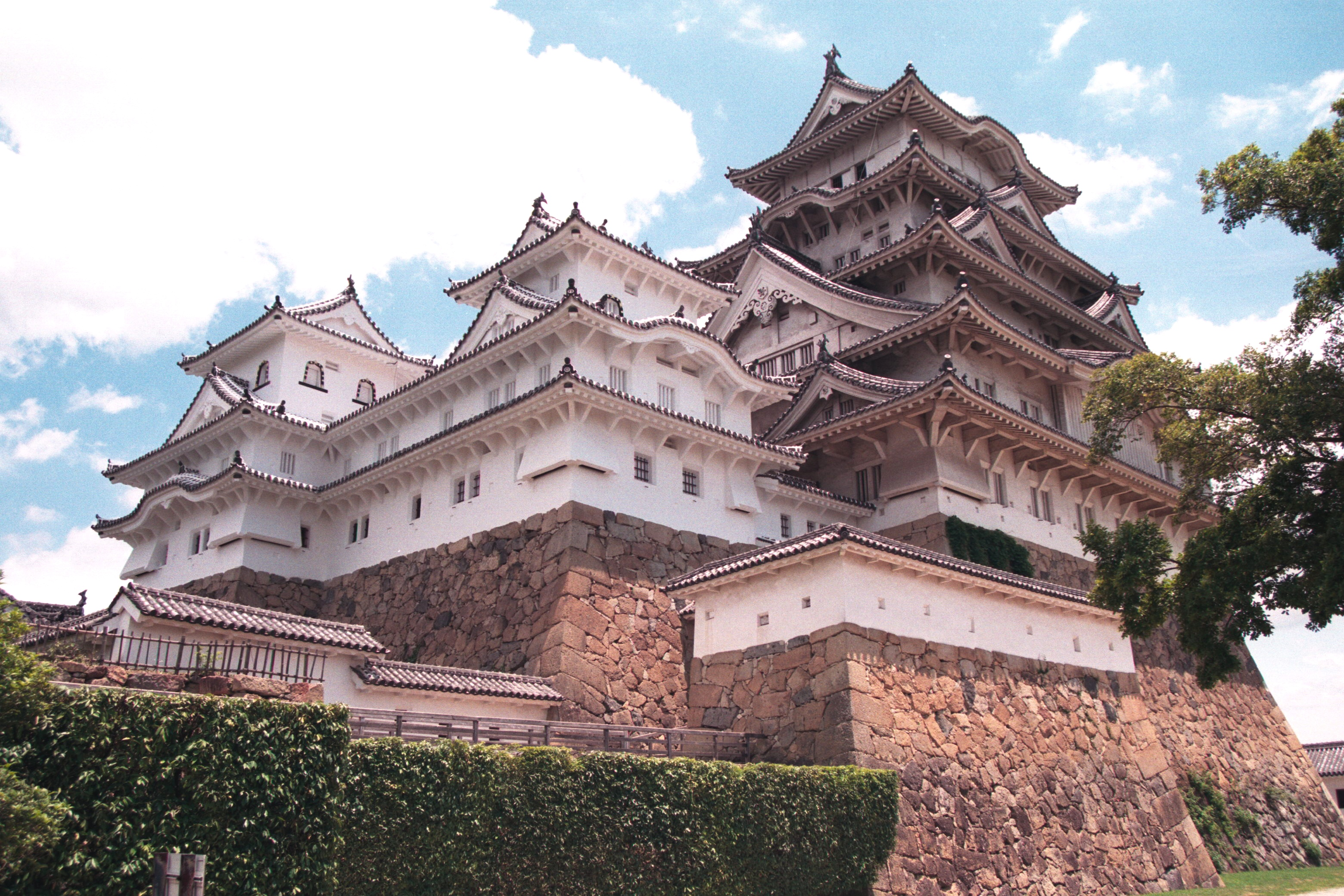
Burgturmkomplex des Himeji-jō (UNESCO-Welterbe)

Diese Liste führt Burgen in Japan der Edo-Zeit anhand der angegebenen Literatur auf. Zu den dort aufgeführten 182 Burgen sind hinzugefügt Gifu- und Azuchi-jō des Oda Nobunaga, Fushimi-jō des Toyotomi Hideyoshi sowie zwei Burgen auf Okinawa, Naka-gusuku und Nakijin-gusuku. Eine weitere Besonderheit ist die Festung Goryōkaku auf Hokkaidō, zu der es keine Burgstadt gibt. Die zeitlich letzte Burg der Liste wurde am Anfang der Meiji-Zeit begonnen, aber nicht mehr zu Ende geführt, nämlich Hirose-jō (Präfektur Miyazaki).
- Die eigentliche Residenz einer Burg ist nur im Nijō-jō z. T. erhalten. Was man sonst sieht, sind die Burgtürme (Tenshukaku) und Wallanlagen mit Ecktürmen (Yagura). Von den Burgtürmen sind nur zwölf aus der Edo-Zeit erhalten, sie sind mit (T) gekennzeichnet. Eine ganze Reihe von Türmen wurden aber im 20./21. Jahrhundert (z. T. nach Verlust im Zweiten Weltkrieg) aus Beton bzw. auch aus Holz wieder aufgebaut.
- In der Regel heißt die Burg nach dem Ort, in dem sie sich befindet. Es gibt aber auch traditionelle sowie durch Eingemeindung bedingte Ausnahmen.

## A
- Aizu-Wakamatsu-jō (会津若松城) – Aizu-Wakamatsu, Präfektur Fukushima
- Akashi-jō (明石城) – Akashi, Präfektur Hyōgo
- Akō-jō (赤穂城) – Akō, Präfektur Hyōgo
- Amagasaki-jō (尼崎城) – Amagasaki, Präfektur Hyōgo
- Annaka-jō (安中城) – Annaka, Präfektur Gumma
- Azuchi-jō (安土城) – Azuchi, Präfektur Shiga

## D – E
- Daishōji-jō (大聖寺城) – Kaga, Präfektur Ishikawa
- Edo-jō (江戸城) – Tokio, Präfektur Tokio

## F
- Fuchū-jō (府中城) – Tsushima, Präfektur Nagasaki
- Fukuchiyama-jō (福知山城) – Fukuchiyama, Präfektur Kyōto
- Fukue-jō (福江城) – Gotō, Präfektur Nagasaki
- Fukui-jō (福井城) – Fukui, Präfektur Fukui
- Fukuoka-jō (福岡城) – Fukuoka, Präfektur Fukuoka
- Fukushima-jō (福島城) – Fukushima, Präfektur Fukushima
- Fukuyama-jō (福山城) – Fukuyama, Präfektur Hiroshima
- Funai-jō (府内城) – Ōita, Präfektur Ōita
- Fushimi-jō (伏見城) – Kyōto, Präfektur Kyōto[2]

## G
- Gifu-jō (岐阜城) – Gifu, Präfektur Gifu
- Goryōkaku (五稜郭) – Hakodate, Präfektur Hokkaidō
- Gujō-Hachiman-jō (郡上八幡城) – Gujō, Präfektur Gifu

## H
- Hagi-jō (萩城) – Hagi, Präfektur Yamaguchi
- Hamada-jō (浜田城) – Hamada, Präfektur Shimane
- Hamamatsu-jō (浜松城) – Hamamatsu, Präfektur Shizuoka
- Hanamaki-jō (花巻城) – Hanamaki, Präfektur Iwate
- Hiji-jō (日出城) – Hiji, Präfektur Ōita
- Hikone-jō (彦根城) – Hikone, Präfektur Shiga (T) (Nationalschatz)
- Himeji-jō (姫路城) – Himeji, Präfektur Hyōgo (T) (Weltkulturerbe) (Nationalschatz)
- Hirado-jō (平戸城) – Hirado, Präfektur Nagasaki
- Hirosaki-jō (弘前城) – Hirosaki, Präfektur Aomori (T)
- Hirose-jō (広瀬城) – Miyazaki, Präfektur Miyazaki
- Hiroshima-jō (広島城) – Hiroshima, Präfektur Hiroshima
- Hitoyoshi-jō (人吉城) – Hitoyoshi, Präfektur Kumamoto
- Honjō-jō (本荘城) – Yurihonjō, Präfektur Akita

## I
- Iida-jō (飯田城) – Iida, Präfektur Nagano
- Iiyama-jō (飯山城) – Iiyama, Präfektur Nagano
- Imabari-jō (今治城) – Imabari, Präfektur Ehime
- Inawashiro-jō (猪苗代城) – Inawashiro, Präfektur Fukushima
- Inuyama-jō (犬山城) – Inuyama, Präfektur Aichi (T) (Nationalschatz)
- Iwaki Taira-jō (磐城平城) – Iwaki, Präfektur Fukushima
- Iwakuni-jō (岩国城) – Iwakuni, Präfektur Yamaguchi
- Iwamura-jō (岩村城) – Ena, Präfektur Gifu
- Iwatsuki-jō (岩槻城) – Saitama, Präfektur Saitama
- Izushi-jō (出石城) – Toyooka, Präfektur Hyōgo

## K
- Kagoshima-jō (鹿児島城) – Kagoshima, Präfektur Kagoshima
- Kakegawa-jō (掛川城) – Kakegawa, Präfektur Shizuoka
- Kambe-jō (神戸城) – Suzuka, Präfektur Mie
- Kamegasaki-jō (亀ヶ崎城) – Sakata, Präfektur Yamagata
- Kameyama-jō (亀山城) – Kameoka, Präfektur Kyōto
- Kameyama-jō (亀山城) – Kameyama, Präfektur Mie
- Kaminoyama-jō (上山城) – Kaminoyama, Präfektur Yamagata
- Kanazawa-jō (金沢城) – Kanazawa, Präfektur Ishikawa
- Kanō-jō (加納城) – Gifu, Präfektur Gifu
- Karasuyama-jō (烏山城) – Nasukarasuyama, Präfektur Tochigi
- Karatsu-jō (唐津城) – Karatsu, Präfektur Saga
- Kariya-jō (刈谷城) – Kariya, Präfektur Aichi
- Kasama-jō (笠間城) – Kasama, Präfektur Ibaraki
- Katsuyama-jō (勝山城) – Katsuyama, Präfektur Fukui
- Katsuyama-jō (勝山城) – Maniwa, Präfektur Okayama
- Kawagoe-jō (川越え城) – Kawagoe, Präfektur Saitama
- Kishiwada-jō (岸和田城) – Kishiwada, Präfektur Osaka
- Kitsuki-jō (杵築城) – Kitsuki, Präfektur Ōita
- Kōchi-jō (高知城) – Kōchi, Präfektur Kōchi (T)
- Kōfu-jō (甲府城) – Kōfu, Präfektur Yamanashi
- Koga-jō (古河城) – Koga, Präfektur Ibaraki
- Kokura-jō (小倉城) – Kokura, Präfektur Fukuoka
- Komatsu-jō (小松城) – Komatsu, Präfektur Ishikawa
- Komoro-jō (小諸城) – Komoro, Präfektur Nagano
- Kōriyama-jō (郡山城) – Yamato-Kōriyama, Präfektur Nara
- Koromo-jō (挙母城) – Toyota, Präfektur Aichi
- Kubota-jō (久保田城) – Akita, Präfektur Akita
- Kumamoto-jō (熊本城) – Kumamoto, Präfektur Kumamoto
- Kurume-jō (久留米城) – Kurume, Präfektur Fukuoka
- Kururi-jō (久留里城) – Numazu, Präfektur Chiba
- Kuwana-jō (桑名城) – Kuwana, Präfektur Mie

## M
- Maebashi-jō (前橋城) – Maebashi, Präfektur Gumma
- Marugame-jō (丸亀城) – Marugame, Präfektur Kagawa (T)
- Maruoka-jō (丸岡城) – Maruoka, Präfektur Fukui (T)
- Matsue-jō (松江城) – Matsue, Präfektur Shimane (T)
- Matsumae-jō (松前城) – Matsumae, Präfektur Hokkaidō
- Matsumoto-jō (松本城) – Matsumoto, Präfektur Nagano (T) (Nationalschatz)
- Matsuo-jō (松尾城) – Sammu, Präfektur Chiba
- Matsuoka-jō (松岡城) – Takahagi, Präfektur Ibaraki
- Matsusaka-jō (松阪城) – Takahagi, Präfektur Ibaraki
- Matsushiro-jō (松代城) – Nagano, Präfektur Nagano
- Matsuyama-jō (松山城) – Matsuyama, Präfektur Ehime (T)
- Matsuyama-jō (松山城) – Sakata, Präfektur Yamagata
- Matsuyama-jō (松山城) – Takahashi, Präfektur Okayama (T)
- Mibu-jō (壬生城) – Mibu, Präfektur Tochigi
- Mihara-jō (三原城) – Mihara, Präfektur Hiroshima
- Miharu-jō (三春城) – Miharu, Präfektur Fukushima
- Minakuchi-jō (水口城) – Kōka, Präfektur Shiga
- Mito-jō (水戸城) – Mito, Präfektur Ibaraki
- Miyazu-jō (宮津城) – Miyazu, Präfektur Kyōto
- Morioka-jō (盛岡城) – Morioka, Präfektur Iwate
- Murakami-jō (村上城) – Murakami, Präfektur Niigata
- Naegi-jō (苗木城) – Nakatsugawa, Präfektur Gifu

## N
- Nagahama-jō (長浜城) – Nagahama, Präfektur Shiga
- Nagao-jō (長尾城) – Minamibōsō, Präfektur Chiba
- Nagaoka-jō (長岡城) – Nagaoka, Präfektur Niigata
- Nagashima-jō (長島城) – Kuwana, Präfektur Mie
- Nagoya-jō (名古屋城) – Nagoya, Präfektur Aichi
- Naka-gusuku (中城) – Präfektur Okinawa
- Nakatsu-jō (中津城) – Nakatsu, Präfektur Ōita
- Nakijin-gusuku (今帰仁城) – Präfektur Okinawa
- Nihonmatsu-jō (二本松城) – Nihonmatsu, Präfektur Fukushima
- Nijō-jō (二条城) – Kyōto, Präfektur Kyōto
- Nishio-jō (西尾城) – Nishio, Präfektur Aichi
- Nobeoka-jō (延岡城) – Nobeoka, Präfektur Miyazaki
- Numata-jō (沼田城) – Numata, Präfektur Gumma
- Numazu-jō (沼津城) – Numazu, Präfektur Shizuoka

## O
- Obama-jō (小浜城) – Obama, Präfektur Fukui
- Obi-jō (飫肥城) – Nichinan, Präfektur Miyazaki
- Ōdate-jō (大舘城) – Ōdate, Präfektur Akita
- Odawara-jō (小田原城) – Odawara, Präfektur Kanagawa
- Ōgaki-jō (大垣城) – Ōgaki, Präfektur Gifu
- Oka-jō (岡城) – Taketa, Präfektur Ōita
- Okayama-jō (岡山城) – Okayama, Präfektur Okayama
- Okazaki-jō (岡崎城) – Okazaki, Präfektur Aichi
- Ōmura-jō (大村城) – Ōmura, Präfektur Nagasaki
- Ōno-jō (大野城) – Ōno, Präfektur Fukui
- Ōsaka-jō (大阪城) – Osaka, Präfektur Osaka
- Oshi-jō (忍城) – Gyōda, Präfektur Saitama
- Ōtaki-jō (大多喜城) – Ōtaki, Präfektur Chiba
- Ōtawara-jō (大田原城) – Ōtawara, Präfektur Tochigi
- Ōzu-jō (大洲城) – Ōzu, Präfektur Ehime

## S
- Sadowara-jō (佐土原城) – Miyazaki, Präfektur Miyazaki
- Saga-jō (佐賀城) – Saga, Präfektur Saga
- Saiki-jō (佐伯城) – Saiki, Präfektur Ōita
- Sakura-jō (佐倉城) – Sakura, Präfektur Chiba
- Sanuki-jō (佐貫城) – Futtsu, Präfektur Chiba
- Sasayama-jō (篠山城) – Sasayama, Präfektur Hyōgo
- Sekiyado-jō (関宿城) – Noda, Präfektur Chiba
- Sendai-jō (仙台城) – Sendai, Präfektur Miyagi
- Shibata-jō (新発田城) – Shibata, Präfektur Niigata
- Shimabara-jō (島原城) – Shimabara, Präfektur Nagasaki
- Shimodate-jō (下館城) – Chikusei, Präfektur Ibaraki
- Shingū-jō (新宮城) – Shingū, Präfektur Wakayama
- Shinjō-jō (新庄城) – Shinjō, Präfektur Yamagata
- Shirakawa-Komine-jō (白河小峰城) – Shirakawa, Präfektur Fukushima
- Shiroishi-jō (白石城) – Shiroishi, Präfektur Miyagi
- Shuri-jō (首里城) – Naha, Präfektur Okinawa
- Sōma-Nakamura-jō (中村城) – Sōma, Präfektur Fukushima
- Sumoto-jō (洲本城) – Sumoto, Präfektur Hyōgo
- Sumpu-jō (駿府城) – Shizuoka, Präfektur Shizuoka

## T
- Tahara-jō (田原城) – Tahara, Präfektur Wakayama
- Takada-jō (高田城) – Jōetsu, Präfektur Niigata
- Takamatsu-jō (高松城) – Takamatsu, Präfektur Kagawa
- Takanabe-jō (高鍋城) – Takanabe, Präfektur Miyazaki
- Takasaki-jō (高崎城) – Takasaki, Präfektur Gumma
- Takashima-jō (高島城) – Suwa, Präfektur Nagano
- Takatō-jō (高遠城) – Ina, Präfektur Nagano
- Takatori-jō (高取城) – Takatori, Präfektur Nara
- Takatsuki-jō (高槻城) – Takatsuki, Präfektur Osaka
- Tamaru-jō (田丸城) – Tamaki, Präfektur Mie
- Tanabe-jō (田辺城) – Maizuru, Präfektur Kyōto
- Tanabe-jō (田辺城) – Tanabe, Präfektur Wakayama
- Tanagura-jō (棚倉城) – Tanagura, Präfektur Fukushima
- Tanaka-jō (田中城) – Fujieda, Präfektur Shizuoka
- Tatebayashi-jō (館林城) – Tatebayashi, Präfektur Gumma
- Tate-jō (舘城) – Sawabe, Präfektur Hokkaidō
- Tatsuno-jō (龍野城) – Tatsuno, Präfektur Hyōgo
- Toba-jō (鳥羽城) – Toba, Präfektur Mie
- Tokushima-jō (徳島城) – Tokushima, Präfektur Tokushima
- Tottori-jō (鳥取城) – Tottori, Präfektur Tottori
- Toyama-jō (富山城) – Toyama, Präfektur Toyama
- Tsuchiura-jō (土浦城) – Tsuchiura, Präfektur Ibaraki
- Tsu-jō (津城) – Tsu, Präfektur Mie
- Tsurugaoka-jō (鶴ヶ岡城) – Tsuruoka, Präfektur Yamagata
- Tsuyama-jō (津山城) – Tsuyama, Präfektur Okayama

## U + W
- Ueda-jō (上田城) – Ueda, Präfektur Nagano
- Ueno-jō (上野城) – Iga, Präfektur Mie
- Usuki-jō (臼杵城) – Usuki, Präfektur Ōita
- Utsunomiya-jō (宇都宮城) – Utsunomiya Präfektur Tochigi
- Uwajima-jō (宇和島城) – Uwajima, Präfektur Ehime (T)
- Wakayama-jō (和歌山城) – Wakayama, Präfektur Wakayama

## Y – Z
- Yamagata-jō (山形城) – Yamagata, Präfektur Yamagata
- Yamaguchi-jō (山口城) – Yamaguchi, Präfektur Yamaguchi
- Yanagawa-jō (柳川城) – Yanagawa, Präfektur Fukuoka
- Yatsushiro-jō (八代城) – Yatsushiro, Präfektur Kumamoto
- Yodo-jō (淀城) – Kyōto, Präfektur Kyōto
- Yokosuka-jō (横須賀城) – Kakegawa, Präfektur Shizuoka
- Yokote-jō (横手城) – Yokote, Präfektur Akita
- Yonago-jō (米子城) – Yonago, Präfektur Tottori
- Yonezawa-jō (米沢城) – Yonezawa, Präfektur Yamagata
- Yoshida-jō (吉田城) – Toyohashi, Präfektur Aichi
- Yūki-jō (結城城) – Yūki, Präfektur Ibaraki
- Zeze-jō (膳所城) – Ōtsu, Präfektur Shiga